# Коломинский, Яков Львович
Яков Львович Коломинский (11 января 1934, Наровля — 25 сентября 2019) — советский и белорусский психолог, доктор психологических наук, профессор, Заслуженный деятель науки Республики Беларусь.

## Биография
В 1955 году окончил Минский государственный педагогический институт имени А. М. Горького по специальности «Педагогика и психология». С 1955 по 1958 преподавал педагогику и психологию в Новогрудском педучилище. С 1958 по 1960 г. — воспитатель и учитель школы-интерната № 7 г. Минска.
В 1963 г. защитил кандидатскую диссертацию «Опыт психологического изучения взаимоотношений между учениками в классе», а в 1980 г. — докторскую на тему «Психология личных взаимоотношений в группе сверстников. Общие и возрастные особенности». С 1978 по 2006 г. — заведующий кафедрой детской и общей психологии, с 2006 г. — профессор кафедры возрастной и педагогической психологии БГПУ.
С 1995 по 2010 г. — главный редактор журнала «Психология».
Жена — диктор Ада Семёновна Коломинская.

## Научная деятельность
Занимался психологией взаимоотношений в малых группах, социальной психологией развития личности, социальной педагогической психологией и психологической культурой.
Автор свыше 400 научных, учебных и научно-популярных работ, в том числе 30 иностранных изданий на 16 языках. Экспериментальные и теоретические исследования положили начало новой области психологической науки — возрастной и педагогической социальной психологии. Под его руководством возникла соответствующая научная школа, защищено свыше 40 кандидатских и 8 докторских диссертаций, разработана программа социально-педагогической реабилитации детей, пострадавших от аварии на Чернобыльской АЭС.
Являлся действительным членом Белорусской академии образования, Международной академии наук высшей школы (Москва), Международной акмеологической академии (Санкт-Петербург), Балтийской педагогической академии (Санкт-Петербург), на Всесоюзном съезде общества психологов СССР (1989) был избран его вице-президентом. Председатель Белорусского общества психологов.

## Основные труды

### Монографии
- Коломинский Я. Л. Психология личных взаимоотношений в детском коллективе. — Минск: «Народная асвета», 1969.
- Коломинский Я. Л. Человек среди людей. — М.: «Молодая гвардия», 1970.
- Коломинский Я. Л. Беседы о тайнах психики. — М.: «Молодая гвардия», 1976.
- Коломинский Я. Л. Психология взаимоотношений в малых группах. — Минск: «издательство БГУ им. В. И. Ленина», 1976.
- Коломинский Я. Л. Человек: психология. — М.: «Просвещение», 1980.
- Коломинский Я. Л. Психология детского коллектива. Система личных взаимоотношений. — Минск: «Народная асвета», 1984.
- Коломинский Я. Л., Лисина М. И. Генетические проблемы социальной психологии. — Минск: «Университетское», 1985.
- Коломинский Я. Л., Панько Е. А. Психология детей шестилетнего возраста. — Минск: «Университетское», 1999.
- Коломинский Я. Л., Панько Е. А., Игумнов С. А. Психическое развитие детей в норме и патологии. — СПб.: «Питер», 2004.
- Коломинский Я. Л. (редактор) Психология педагогического взаимодействия. — СПб.: «Речь», 2007.
- Коломинский Я. Л., Реан А. А. Социальная педагогическая психология. — СПб.: «Прайм-Еврознак», 2008.
- Коломинский Я. Л. Основы психологии. — СПб.: «Прайм-Еврознак», 2010.
- Коломинский Я. Л., Стрелкова О. В. Психологическая культура детства. — Минск: «Вышэйшая школа», 2013.

### Статьи
1. Жизнь и судьба в контексте психологического исследования. Сборник научных работ / под ред. Максименко С. Д.- Т.7. — Вып. 20. — Ч.1. — Житомир: Изд-во ЖГУ им. И.Франка, 2009. — 296 с.;
2. Формирование психологической культуры в зоне ближайшего развития будущих педагогов. БГПУ, 2010;
3. Психологические проблемы смысла жизни в старости. БГПУ, 2010;
4. Игра в жизни дошкольника: учеб. пособие. Мн., 2012;
5. Теоретические и прикладные аспекты психологической культурологии. БГПУ, 2014;
6. Психологическая культура и сакральная цивилизация. БГПУ, 2014;
7. Социально-психологические закономерности геронтогенеза. БГПУ, 2014;
8. Социально-психологическая наблюдательность у будущих учителей. Чебоксары: Изд-во Чуваш. ун-та, 2014;
9. Социально-психологическая наблюдательность в структуре психологической культуры педагога. Москва., СПб.: Нестор-История, 2014;
10. Условие укрепления психологического здоровья субъектов педагогического и управленческого взаимодействия в дошкольном учреждении. БГПУ, 2014;
11. Культурно-сакральное пространство гуманитарного образования. Красноярский государственный педагогический университет им. В. П. Астафьева, 2014;